# Rajon Leova
Der Rajon Leova ist ein Rajon in der Republik Moldau. Die Rajonshauptstadt ist Leova.

## Geographie
Der Rajon liegt im Südwesten des Landes an der Grenze zu Rumänien entlang des Flusses Pruth. Leova grenzt an die Rajons Cantemir, Cimișlia und Hîncești sowie an das Autonome Gebiet Gagausien.
Neben der Hauptstadt besitzt Iargara das Stadtrecht, das übrige Gebiet des Rajons ist auf ländliche Gemeinden verteilt.

## Geschichte
Nördlich der Hauptstadt Leova können Überreste der antiken Befestigungslinie des Trajanswalls besichtigt werden. Der Rajon Leova besteht seit 2003. Bis Februar 2003 gehörte das Gebiet gemeinsam mit den heutigen Rajons Basarabeasca, Cimișlia und Hîncești zum inzwischen aufgelösten Kreis Lăpușna (Județul Lăpușna).

## Bevölkerung

### Bevölkerungsentwicklung
1959 lebten im Gebiet des heutigen Rajons 38.809 Einwohner. In den darauf folgenden Jahrzehnten stieg die Zahl der Einwohner kontinuierlich an: von 49.510 im Jahr 1970 über 53.414 im Jahr 1979 bis zu 55.354 im Jahr 1989. Bis 2004 sank wie in ganz Moldau die Bevölkerungszahl des Rajons, die in jenem Jahr 51.056 betrug. 2014 lag sie bei 44.702.

### Volksgruppen
Laut der Volkszählung 2004 stellen die Moldauer mit 85,5 % die anteilsmäßig größte Volksgruppe im Rajon Leova, gefolgt von den Bulgaren mit 7,5 %, deren Anteil damit deutlich über dem landesweiten Wert von 1,9 % liegt. Kleinere Minderheiten bilden die Ukrainer mit 2,4 %, die Russen mit 2,3 %, die Rumänen mit 0,9 % und die Gagausen mit 0,8 %.